# Главичорак
Главичорак је насељено мјесто у граду Бијељина, Република Српска, БиХ. Према попису становништва из 1991. у насељу је живјело 359 становника.

## Географија
Налази се 30 километара сјеверозападно од Бијељине и близу Брчког.

## Култура
У центру села се налази Дом културе.

## Привреда
Становници села се претежно баве пољопривредом.

## Становништво
| Националност       | 1991. | 1981. | 1971. | 1961. |
| Срби               | 358   | 393   | 422   | 447   |
| Хрвати             | 1     |       |       |       |
| остали и непознато |       | 7     |       | 1     |
| Укупно             | 359   | 400   | 422   | 448   |

| Демографија | Демографија | Демографија |
| Година      | Становника  | Становника  |
| ----------- | ----------- | ----------- |
| 1948.       | 422         |             |
| 1953.       | 445         |             |
| 1961.       | 448         |             |
| 1971.       | 422         |             |
| 1981.       | 400         |             |
| 1991.       | 359         |             |